# شهرستان هاروی (کانزاس)
شهرستان هاروی، کانزاس (به انگلیسی: Harvey County, Kansas) یک سکونتگاه مسکونی در ایالات متحده آمریکا است که در کانزاس واقع شده‌است.